# A sárga tapéta
A sárga tapéta (eredeti nyelven: The Yellow Wallpaper) Charlotte Perkins Gilman amerikai írónő novellája.
1892 januárjában jelent meg a The New England Magazine-ban. A novella, amelyet a korai feminista írások egyik kiemelkedő darabjaként tartanak számon, képet ad a 19. századi nők mentális és pszichikai helyzetéről. 

## Magyarul
1989-ben jelent meg Merényi Ágnes fordításában a Móra Könyvkiadó Lopakodó árnyak című novelláskötetében.